# Ford Laser

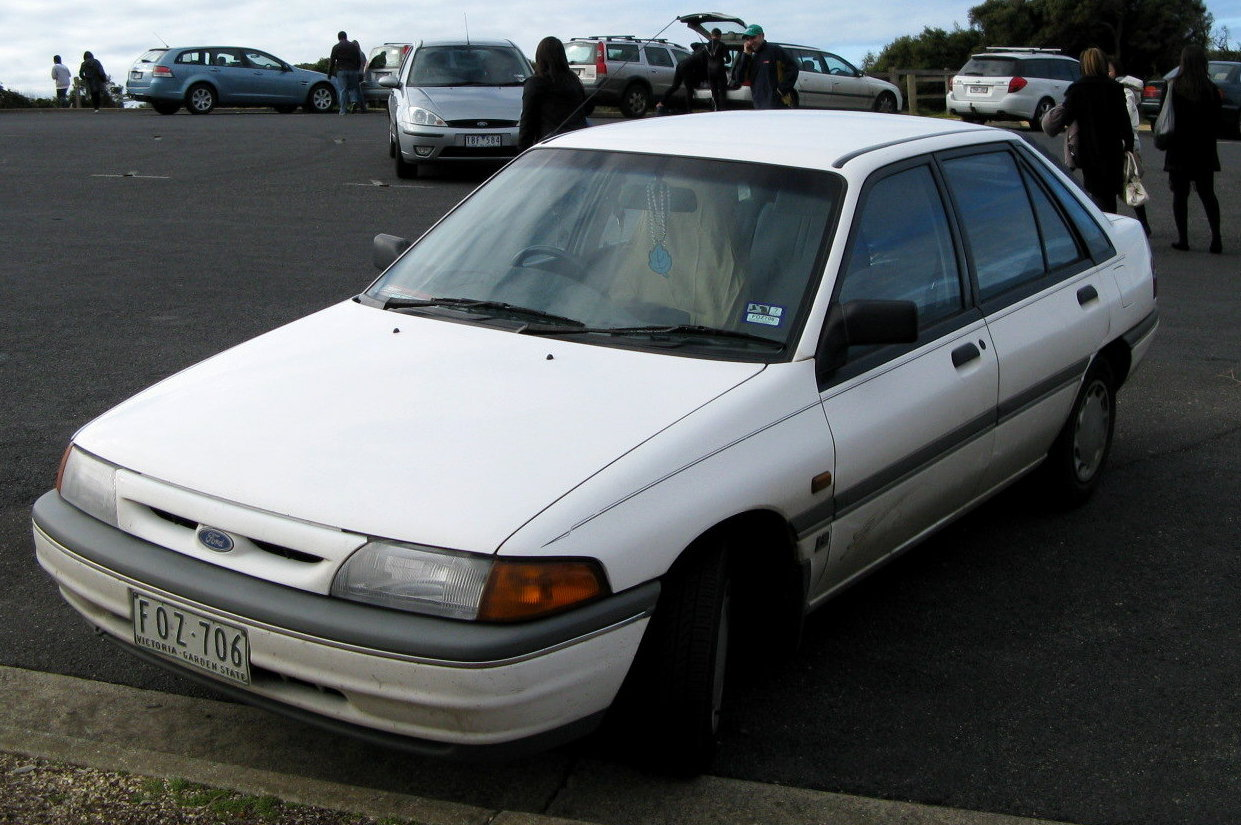
Ford Laser 1993 (KH) GL Grand Slam 5 portes à hayon. Il s'agit de l'édition spéciale Grand Slam, comme le montre l'autocollant sur les portes avant. La date de conformité de novembre 1993 correspond à la date de sortie de la Grand Slam. Les enjoliveurs proviennent de la Ford Laser (KF) GL 1990-1991. Photographié sur la Great Ocean Road, près de Bells Beach, Victoria, Australie.

La Ford Laser est une automobile compacte, à l'origine c'était une voiture sous-compacte pendant les trois premières générations, qui a été vendue par Ford en Asie, en Océanie et dans certaines parties de l'Amérique du Sud et de l'Afrique. Elle était généralement disponible en berline à malle ou à hayon, bien que des versions cabriolet, break et pick-up aient également été disponibles sur différents marchés. Les versions berline à malle, et brièvement les breaks, étaient badgées Ford Meteor en Australie entre 1981 et 1987. Le nom Ford Meteor a également été utilisé en Afrique du Sud.
La Ford Laser était une version restylée des modèles Familia/323 produits par Mazda au Japon à partir de 1980. Ford avait acquis une participation de 25 % dans Mazda en 1979.
Le partage de la plate-forme et de la chaîne de montage avec la Mazda Familia produite localement au Japon a permis à la Laser d'être proposée, sur ce marché, avec une pléthore de configurations de moteur, de peinture et de garnitures qui ne sont disponibles nulle part ailleurs dans le monde. Cela était particulièrement évident au cours des années 1980 avec plusieurs variantes turbocompressées, des carrosseries uniques telles qu'un cabriolet et des modèles à 4 roues motrices permanents, tous disponibles des années avant leurs débuts sur d'autres marchés (et dans certains cas, n'arrivant jamais à l'étranger). Avec les Ford Telstar et Ford Festiva produites au Japon, la Laser était vendue chez des concessionnaires Autorama spéciaux.
En Australie et en Nouvelle-Zélande, où Ford était considérée comme une marque locale, la Laser assemblée localement s'est vendue plus que sa jumelle de Mazda, la 323, en particulier en Australie, où la 323 était importée. Selon une étude menée par Ford Australie en 1984, un tiers des acheteurs de Laser ignoraient que le modèle de Ford était basé sur la Mazda 323.
Cependant, sur les marchés asiatiques voisins, tels que Singapour, la Malaisie et Hong Kong, ainsi qu'au Japon lui-même, l'inverse était le cas, même si la mise en commun des ressources avec Mazda a permis à Ford de maintenir un pied dans la région. C'était également le cas en Amérique du Sud, en Afrique du Sud et dans les Caraïbes, où la Laser était également vendue, étant assemblé localement dans de nombreux cas.

## Première génération (KA/KB; 1981)

### Laser (KA/KB)
La Laser KA (code de modèle australien), construite sous licence de Mazda, a été introduite en mars 1981, remplaçant l'Escort à propulsion arrière en Australie. La gamme était disponible en berline à hayon, en versions trois et cinq portes, ainsi qu'en berline quatre portes portant le badge Ford Meteor. Vendu à l'origine avec uniquement le moteur de 1,3 litre, le plus petit moteur de 1,1 litre n'a jamais été disponible en Australie. Plus tard, des versions de 1,5 litre ont été ajoutées et même éventuellement une version turbocompressée. En janvier 1983, la Laser subit un lifting pour devenir la KB. De légers changements ont été apportés à l'arrière, tandis que l'avant a été redessiné dans un style plus moderne, l'alignant sur le look corporatif de Ford de l'époque.
Au Japon, elle s'appelle la Laser "BE", qui était identique à la série KB australienne. Le code modèle BE correspond au code modèle BD utilisé pour la Familia/323 correspondante. Les premières Laser ont été mis en vente au Japon fin 1982. L'injection de carburant et un modèle turbo de 115 ch ont été ajoutés en juillet 1983; ces variantes n'ont jamais été proposées à la vente en dehors du Japon.
En plus d'être construites en Australie et au Japon, les Laser étaient également assemblées en Nouvelle-Zélande dans l'usine Ford de Wiri à Auckland, en remplacement de l'Escort Mk2. En Nouvelle-Zélande, la Laser était vendue à la fois en tant que berline à hayon et berline à malle, le nom Meteor n'étant pas utilisé sur ce marché, et elle a ensuite été rejointe par la Mazda 323 à l'usine rebaptisée Vehicle Assemblers de Nouvelle-Zélande (VANZ) à Wiri, Auckland, une co-entreprise entre Ford Nouvelle-Zélande et Mazda. Les 323 étaient initialement assemblées dans l'usine Motor Industries International d'Otahuhu, reprise par la suite par Mazda Nouvelle-Zélande. Les Ford Laser berline à hayon construites en Nouvelle-Zélande étaient disponibles avec les moteurs de 1,1 litre (base et Ritz), de 1,3 litre (GL) et de 1,5 litre (Sport), tandis que la Laser berline à malle (base, L, Ghia) était disponible avec les moteurs de 1,1, 1,3 et 1,5 litre respectivement, la Ghia ayant une option de transmission automatique.
La Laser était également vendue dans certains pays d'Amérique latine, dont l'Argentine. Elle était identique à la version KA vendue en Australie. Au Mexique, cependant, la Laser de première génération avait une partie avant similaire à celle de la Mazda GLC nord-américaine. En outre, elle était vendue dans les Caraïbes sur des marchés avec conduite à droite tels que la Jamaïque et Trinité-et-Tobago, où elle était assemblée localement.
L'assemblage de la Laser a également eu lieu en Malaisie et en Indonésie, en conduite à droite, et en conduite à gauche pour des marchés comme Taïwan et les Philippines. A Taïwan, elle été assemblée à partir de 1981 à l'aide de complete knock-down provenant de la co-entreprise locale, Ford Lio Ho,.
La Laser a également été introduite au Zimbabwe en 1981, il s'agit du premier modèle de Ford à être vendu dans ce pays depuis quatorze ans, après l'imposition de sanctions sur la Rhodésie d'alors après sa déclaration unilatérale d'indépendance. Elle était assemblée à l'usine Willowvale Motor Industries de l'État, à Harare, aux côtés de la Mazda 323.
- Moteur E1 SOHC 1,1 L de Mazda produisant 41 kW (55ch) avec carburateur et 8 soupapes (Base/Ritz, tous les niveaux de finition en Nouvelle-Zélande)
- Moteur E3 SOHC 1,3 L de Mazda produisant 49 kW (66ch) avec carburateur et 8 soupapes (L et GL en Nouvelle-Zélande)
- Moteur E5 SOHC 1,5 L de Mazda produisant 54 kW (72ch) avec carburateur et 8 soupapes (L, GL [Australie] et Ghia [Nouvelle-Zélande et Australie])
- Moteur E5 SOHC 1,5 L de Mazda produisant 59 kW (79ch) avec double carburateur et 8 soupapes (Sport)
- Moteur E5T SOHC suralimenté 1,5 L de Mazda produisant 78 kW (105ch) avec carburateur et 8 soupapes (niveau de finition Turbo en édition limitée, 300 produites)
- Moteur E5T SOHC suralimenté 1,5 L de Mazda produisant 85 kW (114ch) avec injection de carburant électronique et 8 soupapes (niveau de finition Turbo au Japon)

### Meteor (GA/GB)
Introduite en avril 1982, Ford Meteor était le nom donné à la version berline à malle de la Laser. Désigné série GA, la Meteor présentait un style tricorps conventionnel avec une banquette arrière rabattable en 60/40 pour augmenter la capacité de bagages qui était déjà considérée comme "très grande pour la catégorie". Par rapport à la Laser, les sièges avant pouvaient être un peu plus reculés au détriment des passagers arrière. Pour encore améliorer l'aspect pratique, la roue de secours de la Meteor pouvait être déplacée depuis le sol vers une position verticale pour augmenter la profondeur du coffre de 410 à 585 millimètres (16,1 à 23,0 pouces). La longueur supplémentaire de 195 millimètres (7,7 pouces) par rapport à la Laser à hayon a été utilisée par Ford Australie pour justifier que la Meteor était la remplaçante de la Cortina TF. En Australie, la Meteor n'était disponible qu'avec le moteur de 1,5 litre et la transmission manuelle à cinq vitesses, avec une transmission automatique à trois vitesses en option. Par conséquent, il a été difficile d'entreprendre que la Meteor remplaçait la Cortina, qui offrait des cylindrées allant de 2,0 litres pour le moteur quatre cylindres en ligne, jusqu'à 4,1 litres pour le moteur six cylindres en ligne, avec en plus une option break,. Cependant, le lancement de la Meteor en tant que remplaçante de la Cortina n'était qu'une mesure temporaire avant l'introduction, en mai 1983, de la Telstar berline à malle et à hayon intermédiaire,,,,. En Australie, la Meteor rivalisait directement avec l'Holden Camira.
Le style avant et la calandre de la Meteor différaient de la Laser correspondante. Le style de la Meteor était basé sur celui de la Mazda Familia (BD) berline du marché japonais. Les changements d'éclairage comprenaient le remplacement des clignotants avant ambrés de la Laser par des lentilles transparentes, ainsi que l'installation de phares plus grands et affleurants, par opposition aux plus petits phares de la Laser qui étaient «enfoncés» dans un boîtier. La calandre de la Meteor avait plutôt un style «caisse à œufs» par rapport aux lattes noires unies de la Laser. La suspension était entièrement indépendante avec des ressorts hélicoïdaux.
En Australie, les niveaux de finition comprenaient la GL d'entrée de gamme et la Ghia haut de gamme, toutes deux disponibles avec une finition optionnelle "S" qui ajoutait une instrumentation complète et des pneus améliorés. Des jantes en acier avec des anneaux de garniture en métal brillant différencient la GL de la Ghia avec ses jantes en alliage et ses moulures de protection latérales profondes.
Le modèle restylé à mi-parcours en mai 1983, codé GB, a rapproché la gamme, bien que les Meteor ait continuées en tant que gamme distincte et légèrement plus premium.

## Deuxième génération (KC/KE; 1985)

### Japon
Janvier 1985 voit l'avènement de la Laser série BF au Japon. Ce fut la première refonte majeure de la Laser. Pour la première fois, une version diesel était proposée au Japon, ainsi qu'un cabriolet deux portes d'usine, une version Sport avec moteur DOHC à 16 soupapes et un puissant modèle turbo avec moteur DOHC de 140 ch et transmission intégrale à 4 roues motrices (identique à la Mazda Familia BFMR contemporaine). Cela s'est ajouté à une gamme de produits extrêmement alambiquée au Japon, qui a ensuite été rationalisée en 1987 avec un rafraîchissement du modèle à mi-cycle (série KE sur d'autres marchés). Ce rafraîchissement a abandonné les moteurs E-Series au profit de tout nouveaux moteurs B-Series équivalents, les variantes les moins vendues ont été abandonnées et des modifications mineures ont été apportées au style extérieur et aux garnitures intérieures.

### Asie
La Laser était également vendue en Thaïlande, en Malaisie, à Singapour, à Hong Kong, à Taïwan, au Sri Lanka et sur d'autres marchés. Les finitions et les spécifications varient quelque peu d'un pays à l'autre. En Indonésie, cette Laser était disponible à partir de fin 1985 (dans la version Ghia uniquement) avec le moteur de 1 296 cm3 avec 68 PS (50 kW), une transmission manuelle à cinq vitesses et une carrosserie berline cinq portes ou berline quatre portes. Plus tard, une Laser TX-3 avec moteur B6 nettoyé à injection de carburant n'émettant plus d'émissions est devenue disponible. Cela produisait 104 PS (76 kW) revendiqué à 6000 tr/min.

### Australie et Nouvelle-Zélande
Pour l'Australie, la gamme était connue sous le nom de Laser KC et Meteor GC, lancée en octobre 1985. Toutes les carrosseries ont été reportées, avec l'ajout d'un break (badgé «Meteor», comme la berline à malle) à partir de 1986. Une nouvelle variante "TX3", qui figurait au sommet des modèles "Laser" au niveau des spécifications et désignée "KC2", a remplacé la variante "Sport" de la série KB. Contrairement à la Sport, la TX3 n'était disponible qu'en version trois portes (la TX3 taïwanaise n'était disponible qu'en version cinq portes). Les modèles "L" et "GL" n'étaient plus disponibles en version trois portes. Un changement notable a été l'introduction de moteurs capables de fonctionner avec de l'essence sans plomb 91 (cela est devenu obligatoire en Australie à partir de 1986).
Le moteur E5 SOHC de 1,5 litre à carburateur qui était en option dans la GL et standard dans la Ghia de la série KB a été remplacé par le nouveau quatre cylindres en ligne B6 SOHC de 1,6 litre. Pour la première fois, l'injection de carburant électronique était disponible en option dans les modèles Ghia et de série dans les modèles TX3. Les acheteurs qui commandaient une transmission automatique avec ce moteur ont reçu une unité à quatre vitesses à commande électronique, ce qui était assez avancé pour une petite voiture en 1985. Le moteur quatre cylindres en ligne B3 SOHC de 1,3 litre était de série dans la "L" (berline à hayon uniquement, le break avait un moteur de 1,6 litre). Le moteur de 1,6 litre était de série dans les GL, Ghia et TX3, bien que certains premiers modèles de GL aient été équipés d'un moteur SOHC de 1,5 litre à carburateur.
Le Laser break KC/KE était également assemblé en Nouvelle-Zélande, aux côtés de son équivalent, la Mazda 323, jusqu'à ce que Ford ferme son usine d'assemblage VANZ à Wiri, Auckland en 1996.
Gamme des modèles KC / GC (Australie) :
- Laser L
- Laser GL
- Laser Ghia
- Laser TX3
- Meteor L (break seulement)
- Meteor GL
- Meteor Ghia

### Amérique du Nord
Une version de la Laser KC, la Mercury Tracer, était commercialisée aux États-Unis et au Canada, disponible uniquement en berline à hayon et en break. La Tracer à hayon partageait sa carrosserie avec la Laser homologue, mais le break avait un design distinct basé sur la Laser à hayon, plutôt que sur la berline à malle, comme c'était le cas avec le Meteor break. Les versions américaines de la Tracer étaient construites au Mexique, tandis que pour le marché canadien, Ford a plutôt choisi d'importer la Mercury Tracer depuis Taïwan. Cependant, aux Bermudes, la Laser KE Laser était vendue localement en conduite à droite et badgée Ford.

### Laser (KE)
En octobre 1987, Ford a présenté un lifting de la série KC, la KE. Il y a eu un certain nombre de changements notables avec l'introduction de la KE. Le nom "Meteor" a été supprimé des styles de carrosserie berline à malle et break, ce qui signifie qu'elles étaient désormais badgées "Laser", comme les variantes à hayon. La TX3 était désormais également disponible avec un moteur turbocompressé et une transmission intégrale (TI) en option. La TX3 Turbo TI est désormais très rare et très recherchée. La TI était entièrement importée depuis le Japon, tandis que tous les autres modèles de la gamme Laser étaient fabriqués localement dans la banlieue de Sydney à Homebush West.
La KE est facile à distinguer de la KC précédente, par des calandres différentes, phares différents, feux arrière différents, moulures latérales différentes, capot différent, protections avant différentes et, sur certains modèles, différentes roues. Le tableau de bord et le groupe d'instrumentations ont reçu de nouveaux graphismes, et l'intérieur était disponible dans des nuances de couleurs légèrement différentes de celles de la KC. Mi-1989, en vue de l'entrée en vigueur d'une nouvelle règle de conception australienne en 1990, tous les modèles étaient équipés de série d'un feu stop central. Lorsque la Laser KF redessinée a été introduite en mars 1990, le break a continué dans une seule spécification, la GL, avec des améliorations mineures jusqu'en septembre 1994, lorsque la production australienne de la Laser a cessé.
La "L" est assez rare, car elle était principalement destinée à l'acheteur soucieux de son budget ou pour les flottes et elle n'était disponible qu'en tant que berline à hayon cinq portes et break. Elle avait des roues de 13 pouces en acier peintes en argent, sans enjoliveurs centraux, une grande horloge analogique dans le combiné d'instruments, pas de rétroviseur côté passager, garniture intérieure en vinyle, pas de moulures latérales, pas d'essuie glace arrière et la banquette arrière rabattable n'était qu'en une seule pièce. La chaîne stéréo était également uniquement AM et n'avait pas de lecteur cassettes. La climatisation n'était pas disponible. Le seul moteur proposé était le moteur de 1,3 litre, avec transmission manuelle à quatre vitesses (aucune transmission automatique n'était disponible). Le "L" break avait le même niveau de finition, sauf que le moteur de 1,3 litre a été remplacé par l'unité de 1,6 litre, mais toujours avec une transmission à quatre vitesses (la transmission automatique n'était disponible ni sur la berline à hayon ni sur le break).
La "GL" était le modèle le plus populaire. Elle comportait les mêmes roues de 13" en acier peintes en argent que la "L" mais avec des capuchons centraux demi-largeur en chrome satiné (ne couvrant que le centre de la roue), une horloge numérique en haut du tableau de bord, garniture intérieure en tissu, moulures de carrosserie latérales grises, un essuie-glace arrière, garnitures de hayon et de bas de caisse gris et banquette arrière rabattable en 50/50. La chaîne stéréo était une unité AM/FM à syntonisation analogique avec un lecteur cassettes de base. La climatisation était optionnelle et c'était un accessoire adapté par les concessionnaires. La puissance était fournie par un moteur de 1,6 litre, avec une transmission manuelle à 4 vitesses (transmission manuelle à 5 vitesses ou transmission automatique à 3 vitesses en option). La berline à malle et la familiale étaient livrées de série avec une transmission à cinq vitesses.
La Ghia était le modèle de luxe. Elle avait des roues de 14 pouces en acier noir avec de grands enjoliveurs en plastique, direction assistée, rétroviseurs et pare-chocs couleur carrosserie, garniture intérieure en velours, tachymètre, console centrale avec emblème Ghia, boîte à gants verrouillable, siège conducteur avec support lombaire et réglage en hauteur, tiroir de rangement sous le siège passager avant, garnitures de portes intérieures sur toute la longueur, miroir de courtoisie dans le pare-soleil passager, porte-ticket dans le pare-soleil conducteur, garniture de pavillon intérieurs et pare-soleil en feutre, appuie-tête arrière, témoins d'avertissement supplémentaires dans le combiné d'instrumentations, verrouillage centralisé avec barillet de la serrure de la porte conducteur éclairé, rétroviseurs extérieurs rabattables à distance, porte-cartes dans la porte avant, poches au dos des sièges avant, lampes de lecture supplémentaires, bandes d'insertion chromées dans les moulures latérales de la carrosserie et des pare-chocs et garniture de hayon rouge. La climatisation et les vitres électriques étaient en option. La chaîne stéréo était une unité AM/FM à réglage numérique, qui comportait un lecteur cassettes avec un son Dolby amélioré. Le moteur de 1,6 litre était de série, avec l'EFI en option (de série sur le break), avec une transmission manuelle à 5 vitesses ou une transmission automatique à 3 vitesses (l'EFI avait une transmission automatique à 4 vitesses).
La TX3 était le produit phare de la gamme Laser. Elle venait de série avec des jantes de 14 pouces en alliage chrome satiné, garniture intérieure en tissu sport, bandes d'insertion rouges dans les moulures latérales et les pare-chocs, garnitures de hayon noirs, sièges semi-baquets à hauteur d'assise réglable, soutien dorsal et lombaire, lampes intérieures à atténuation automatique et toutes les autres caractéristiques nommées pour la Ghia. L'EFI et la climatisation étaient de série et la transmission automatique n'était pas disponible. La TX3 avait également un carénage avant unique avec quatre phares et des feux de stationnement incorporés dans les lentilles des clignotants (les L/GL/Ghia avaient les feux de stationnement incorporés à l'intérieur de l'unité de phare principale) et une peinture bicolore.
À mi-chemin de la production de la KE, Ford a présenté deux versions en édition limitée, appelées "Redline" et "Livewire". La Redline était basée sur la GL à hayon, tandis que la Livewire était basée sur la GL à malle ou à hayon. La Redline comportait les jantes en alliage, la peinture bicolore et les inserts rouges dans les moulures latérales et les pare-chocs, la climatisation et le tachymètre de la TX3. La Livewire comportait des inserts jaunes dans les moulures latérales de la carrosserie et des pare-chocs, une calandre couleur carrosserie, climatisation et un tachymètre. Les deux modèles avaient une transmission manuelle à 5 vitesses (par opposition à la transmission manuelle 4 vitesses standard) en standard, avec une transmission automatique à 3 vitesses en option.
Gamme des modèles KE :
- Laser L : berline à hayon ou break
- Laser GL : berline à hayon, berline à malle ou break
- Laser Ghia : berline à hayon, berline à malle ou break
- Laser TX3
- Laser TX3 Turbo
- Laser TX3 Turbo 4 roues motrices

Spécifications des moteurs :
- Moteur E3 SOHC 1,3 L de Mazda produisant 49 kW (66ch) avec carburateur et 8 soupapes (modèles L et GL)
- Moteur E5T EFI SOHC 1,5 L de Mazda produisant 85 kW (114ch) avec turbo et 8 soupapes (modèles japonais Cabriolet)
- Moteur B6 SOHC 1,6 L de Mazda produisant 53 kW (71ch) avec carburateur et 8 soupapes (modèles GL et Ghia)
- Moteur B6 EFI SOHC 1,6 L de Mazda produisant 62 kW (83ch) avec 8 soupapes (en option dans les modèles Ghia et de série dans les modèles TX3)
- Moteur B6T EFI DOHC 1,6 L de Mazda produisant 100 kW (130ch) avec turbo et 16 soupapes (modèles TX3 Turbo et Turbo 4 roues motrices)

### Afrique du Sud
La Laser a été introduite en Afrique du Sud en 1986, en tant que berline à hayon, la version berline à malle étant vendue sous le nom de Meteor. Remplaçant la Ford Escort, elle était produite par Samcor aux côtés de la Mazda 323. En plus des moteurs de 1,3 L à carburateur, de 1,6 L à carburateur et EFI de 1,6 L, les Laser et Meteor sud-africaines de 1991 à 1993 ont également obtenu le moteur EFI FE-DOHC à 16 soupapes de Mazda avec 146 ch (109 kW; 148 PS) et 184 N⋅m de couple. La Laser et la Meteor KC/KE sont restées en production jusqu'en 1995 en Afrique du Sud, date à laquelle l'Escort a été réintroduite.
Cependant, Ford a introduit un modèle d'entrée de gamme appelé Tonic and Tracer, une version rebadgée de la Mazda 323 à hayon de la série BF fabriquée localement, qui a été vendue jusqu'en 2003. À partir de 1989, les moteurs CVH de Ford (1,4 L et 1,6 L) ont été utilisés, avec injection de carburant disponible pour le modèle 1600 Sport. Ceux-ci ont ensuite été remplacés à leur tour par les moteurs B3 et B6 de Mazda.

## Troisième génération (KF/KH; 1989)
La série BG, troisième génération, de 1989 à 1994 est devenue la Laser la plus populaire vendue au Japon, avec la nouvelle version "coupé" (à hayon) devenant un succès instantané. Encore une fois, un modèle turbo avec moteur DOHC et 4 roues motrices permanentes a été proposé en tant que voiture d'accompagnement à la Mazda Familia GT-X, produisant désormais 180 ch (132 kW; 178 ch) à partir d'une cylindrée accrue de 1,8 litre.

### Australie
En Australie, ce modèle est sorti en mars 1990 sous le nom de série KF et il a été mis à jour en octobre 1991 avec le lifting KH. En Australie, la production locale de Laser a cessé le 4 septembre 1994 lorsque Ford a fermé son usine de Homebush West, en Nouvelle-Galles du Sud, et importait le nouveau modèle KJ du Japon;

### Nouvelle-Zélande
En Nouvelle-Zélande, la Laser KH a poursuivi sa production dans l'usine d'assemblage de Ford à Wiri, Auckland, jusqu'à fin 1996, date de fermeture de l'usine. En Nouvelle-Zélande, le modèle de production était uniquement vendu sous forme de hayon à cinq portes, sous le nom de Laser Encore ou Laser Esprit, comme alternative moins chère à la nouvelle Laser KJ importée du Japon. L'Encore était la moins chère des deux, uniquement disponible avec une transmission manuelle à cinq vitesses, tandis que l'Esprit avait des spécifications légèrement plus élevées et était disponible à la fois avec une boîte manuelle à cinq vitesses et une boîte automatique à quatre vitesses. Les deux comportaient des rayures rouges autour de la carrosserie et de nombreux accessoires installés par les concessionnaires, tels que des jantes en alliage pour renforcer l'attrait.

### Autres marchés
Cette génération de Laser était également vendue à Chypre et à Malte. Cette génération était à la base des modèles Escort ultérieurs vendus en Amérique du Nord à partir de 1990 pour l'année modèle 1991, qu'il ne faut pas confondre avec le modèle du même nom vendu en Europe. Le nom Escort a été retenu pour le nouveau modèle en raison, à la fois, de la forte valeur de la marque sur le nom Escort ainsi que du fait que Chrysler utilise déjà le nom Laser pour la Plymouth Laser. L'Escort break vu en Amérique du Nord au cours de cette génération était unique à ce continent et ne faisait pas partie de la gamme Laser ailleurs. En Indonésie, cette génération était assemblée localement (en complete knock down) et vendue de 1990 à 1996. Disponible en deux styles de carrosserie et quatre niveaux de finition, Ghia et Sonic berline à malle de 1,3 L, Gala berline à malle de 1,6 L et Champ berline à hayon 5 portes avec le moteur BP DOHC de 1,8 L. L'ancienne GL berline à malle de 1,3 L de la génération précédente était également vendue pour la flotte des taxis jusqu'en 1997.
Spécifications des moteurs (Australie) :
- Moteur B3 SOHC 1,3 L de Mazda produisant 47 kW (63ch) avec carburateur et 16 soupapes (XL)
- Moteur B6-2E SOHC 1,6 L de Mazda produisant 64 kW (86ch) avec carburateur et 16 soupapes (modèles L, XL, GL, Livewire, Grand Slam, Indy, Collection et Horizon)
- Moteur B8 SOHC 1,8 L de Mazda produisant 76 kW (102ch) avec injection de carburant et 16 soupapes (modèles Ghia, S et GLi)
- Moteur BP DOHC 1,8 L de Mazda produisant 92 kW (123ch) avec injection de carburant et 16 soupapes (modèles TX3 non turbo)
- Moteur BPT DOHC 1,8 L de Mazda produisant 117 kW (157ch) avec injection de carburant, turbo et 16 soupapes (modèles Turbo 4 roues motrices)

## Quatrième génération (KJ/KL/KM; 1994)

### Japon
Le modèle de quatrième génération était connu sous le nom de série BHA au Japon. À la suite de ventes et de rendements financiers médiocres, tous les modèles sportifs ont été abandonnés avec la sortie de ce modèle, alors que Mazda réduisait ses opérations et cherchait à réorganiser l'orientation du marché. Seules la berline à malle et la berline à hayon trois portes étaient vendues au Japon, la berline à hayon étant basée sur la Mazda Familia Neo.

### Australie
En Australie, la Laser KJ construite au Japon et sortie en octobre 1994 représentait un changement majeur dans la conception; très différente du modèle KH précédent. La berline trois portes était connue sous le nom de Laser Lynx et la berline cinq portes sous le nom de Laser Liata. La nouvelle Laser KJ a été introduite en 1994 avec des variantes, des liftings (KL de décembre 1996 et KM de décembre 1997) et des améliorations de la transmission du moteur se poursuivant jusqu'à la sortie de la dernière série KM en 1998. La Laser KJ a été la première Laser entièrement fabriquée au Japon, à la suite de la décision de Ford Australie de fermer son usine d'Homebush West. Cependant, la KJ a été décevante en termes de ventes, principalement à cause de la plus petite Festiva et d'autres modèles sud-coréens moins chers provenant de Hyundai, Kia et Daewoo vers lesquels de nombreux acheteurs conservateurs ont afflué.

### Nouvelle-Zélande
Avec l'introduction de la Laser KJ en 1994, Ford Nouvelle-Zélande s'est retrouvé dans une position unique, proposant à la fois trois générations différentes de Laser en tant que véhicules neufs dans ses concessions - la nouvelle Laser KJ importée du Japon, la Laser KH de génération précédente assemblée localement, en tant que berline à hayon cinq portes, et le Laser KE break de forme plus ancienne. Cela a continué jusqu'en 1996 lorsque Ford Nouvelle-Zélande a fermé son usine de Wiri, Auckland.
La deuxième mise à jour, la Laser KM, n'a pas été vendue en Nouvelle-Zélande. La Laser KL, maintenant remplacée en Australie, continuait d'être vendue aux côtés de la Ford Escort européenne en Nouvelle-Zélande en 1997, mais elle a été interrompue localement à la fin de l'année, l'Escort berline à hayon et berline à malle l'ont remplacée pendant seulement 16 mois entre janvier 1998 et mai 1999, lorsque la nouvelle Laser KN a été introduite.

### Taïwan
À Taïwan, Ford Lio Ho Motor assemblait la Laser berline à malle sous le nom de Ford Liata; la version Lynx berline à hayon trois portes a été rebaptisée Ford Aztec. Cependant, la Liata version cinq portes n'était pas disponible à Taïwan, bien que la Mazda 323 était uniquement vendue en tant que version rebadgée de la Laser berline à malle.

### Amérique latine
En Amérique latine, cette génération de Laser était assemblée en Colombie et au Venezuela, aux côtés de son homologue, la Mazda 323, connue sous le nom de Mazda Allegro.
Spécifications des moteurs :
- Moteur B6 DOHC 1,6 L de Mazda produisant 80 kW avec 16 soupapes (modèles LXi)
- Moteur BP DOHC 1,8 L de Mazda produisant 92 kW avec 16 soupapes (modèles GLXi et certains modèles LXi)

## Cinquième génération (KN/KQ; 1998)
Les modèles de la cinquième génération, série "BJ", ont été renommés "Laser Lidea" au Japon en décembre 1998, mais la popularité a encore plus diminué que le modèle précédent. La production japonaise a cessé fin 2002, pour être remplacée par la Ford Focus importée, qui y était déjà vendue depuis 2000.
Lancée en Australie en mai 1999, la Laser KN était la dernière nouvelle forme de la Laser à être introduite. La gamme de modèles était presque entièrement identique à la Mazda 323 sur laquelle elle était basée, ce qui était la première fois depuis la Laser KE. En février 2001, la KN a subi un petit lifting et elle est devenue la Laser KQ. La grande nouveauté avec la Laser KQ a été l'ajout d'un moteur quatre cylindres de 2,0 litres pour la nouvelle finition "SR2" haut de gamme, qui était également la première variante de Laser à vocation sportive en près de cinq ans, depuis que l'impopulaire Laser Lynx a été arrêté en 1996. Un nouveau niveau de finition "SR", qui se situait en dessous de la SR2, a également été introduit à cette époque. La KQ se distingue de la KN précédente avec une nouvelle calandre avec moulures chromées, de nouveaux phares, des feux arrière révisés, différentes couleurs extérieures et des intérieurs légèrement révisés.
En mars 2002, en raison de la chute des ventes, Ford a fait une dernière tentative pour redonner à la Laser sa popularité d'antan, en annonçant des améliorations mineures à la SR2, et a ajouté trois nouvelles couleurs extérieures à la gamme, étant "Goldrush", "Red Revenge" et "Electric Blue". Trois moteurs étaient disponibles, un 1,6 litre qui était monté dans la LXi, un 1,8 litre qui était monté dans les GLXi et SR et un 2,0 litres qui était exclusif à la SR2.
Bien que la Laser ait une bonne réputation auprès des acheteurs du marché et malgré de nombreuses tentatives de Ford pour raviver l'intérêt pour le modèle, elle n'a toujours pas réussi à se vendre en nombre raisonnable. En septembre 2002, Ford a décidé d'arrêter la Laser en Australie, la remplaçant par la Focus d'origine européenne. Cependant, la Laser a continuée en Nouvelle-Zélande jusqu'à mi-2003, date à laquelle elle a également été remplacée par la Focus relookée.
Gamme de modèles :
- Laser GLXi (berline à malle ou à hayon)
- Laser Deluxe avec moteur de 1,6 L
- Laser Ghia avec moteur de 1,8 L et transmission automatique/transmission manuelle
- Laser SR (berline à hayon seulement)
- Laser SR2 (berline à hayon seulement), renommée Laser XRi en Nouvelle-Zélande

Spécifications des moteurs :
- Moteur quatre cylindres en ligne FP-DE DOHC 1,8 L de Mazda produisant 91 kW (122ch) et 163 N⋅m
- Moteur FS 2,0 L de Mazda produisant 97 kW (130ch) et 183 N⋅m
- Moteur FS-ZE 2,0 L de Mazda (Sport 20 de 2001)
- Moteur ZM-DE 1,6 L de Mazda produisant 72 kW (97ch) et 145 N⋅m

### Ford Tierra
À Taïwan, Ford Lio Ho Motor a renommé la Laser KN/KQ berline à malle en Ford Tierra tandis que la Laser berline à hayon a été renommée Ford Life, et les deux étaient vendues en tant que versions rebadgées de la Mazda 323 génération BJ de pré-lifting sans aucune refonte extérieure. La conception de la KQ reliftée a été dirigée par Ford Lio Ho Motor et elle était basée sur la Laser KN australienne car les ailes arrière sont différentes de celles des Ford Tierra dérivées de Mazda. Un lifting de la Tierra est arrivé au début et au milieu des années 2000, se distinguant par des ailes avant entièrement nouvelles, un nouveau capot, une nouvelle calandre avec moulures chromées, de nouveaux phares, des feux arrière révisés, un nouveau couvercle de coffre, différentes couleurs extérieures et des intérieurs légèrement révisés. Lorsque le lifting de la Tierra a été introduit, le modèle de pré-lifting était vendu à ses côtés, renommé Ford Activa et agissant en tant qu'alternative moins chère. L'Activa était vendue sous forme de berline à malle et de berline à hayon et une plus grande variété de choix de couleurs était également disponible tandis que la Tierra reliftée n'était proposée que sous forme de berline à malle et était proposée dans une variété de niveaux de finition. La Tierra KQ était, à l'origine, vendue sous le nom de Tierra LS et Tierra RS avec un léger réglage de performance et un kit carrosserie. En 2005, la RS a été remplacée par la Tierra Aero qui était une version légèrement atténuée de la RS, et plus tard en 2007, la Tierra GT a été introduite et plus tard la Tierra XT avec un kit carrosserie repensé, avant que le modèle ne soit remplacé par la Ford Focus européenne de deuxième génération.

### Ford Lynx
Aux Philippines et en Malaisie, la Laser a été remplacée par la Lynx en 1999.
Ils y avaient deux variantes philippines; GSi et Ghia. Les deux venaient avec un moteur essence de 1,6 L. Les choix de transmissions était une manuelle à 5 vitesses ou une automatique à 4 vitesses, disponible dans les deux versions. En 2002, la Lynx à fait peau neuve aux Philippines; avec des phares plus gros, feux arrière plus grands, plus grande porte de coffre et carénage avant plus grand. La Ghia a été ajoutée avec un pare-soleil électronique et un intérieur de couleur Beige. La version inférieure de la variante GSi, la LSi de 1,3 L, avec toutes les fonctions manuelles, une roue en acier avec enjoliveurs et une transmission manuelle.
Et fin 2003, un lifting mineur a été mis en vente; avec de nouveaux feux arrière, nouveau carénage avant et pare-chocs avant et arrière neufs. Autre nouveauté, la dernière version de la Lynx, la "RS" sportive, qui est le modèle haut de gamme. Elle n'est offerte qu'avec un moteur de 2,0 L, une boîte manuelle à 5 vitesses, un intérieur noir avec des accents argentés. Elle est dotée de roues RS à 7 rayons, d'une calandre de style "maille" avec emblème RS, d'un becquet avant et d'un pare-chocs arrière avec diffuseur, d'une jupe latérale et d'un becquet arrière. Les couleurs disponibles étaient Red Metallic and Black Metallic.
En Malaisie, un seul niveau de finition était proposé à l'origine ; la Ghia de 1,6 L. Cela a des freins à disques avant et des freins à tambour arrière. Les choix de transmissions était une manuelle à 5 vitesses ou une automatique à 4 vitesses. En 2002, la Lynx a reçu un lifting ; avec des extrémités avant et arrière redessinées, un nouveau style de jantes en alliage et de nouveaux designs intérieurs. Également installé était un pare-soleil électronique et un intérieur de couleur beige. Un petit lifting a eu lieu fin 2003 et en même temps, la version sportive "RS" a été lancée. Cela ne venait qu'avec un moteur de 2,0 L, des phares au design noir, des kits carrosserie RS et des roues RS à 7 rayons.
Sur la plupart des marchés du monde, la Laser a été remplacée par la Focus d'origine européenne, désignée comme l'une des «voitures mondiales» de Ford. La remplaçante de la Mazda 323, la Mazda3, était également basée sur la même plate-forme que la Focus, poursuivant la tradition des deux sociétés ayant des produits dans ce segment de marché à travers le monde partageant des composants communs. Cependant, celles-ci ont également été remplacées par la Focus de 2004 à 2007 respectivement.